# Литературно-мемориальный музей Достоевского (Семей)
Литературно-мемориальный музей Достоевского, открыт в 1971 году к 150-летию со дня рождения русского писателя Ф. М. Достоевского в Семипалатинске. Расположен в доме, где жил писатель в период ссылки в 1857—1859 годах. У входа в музей установлена скульптурная группа, изображающая Достоевского и Ч. Валиханова.
Экспозиции музея освещают жизненный и творческий путь Достоевского. Специальный раздел отведён произведениям писателя, а также научным трудам о жизни и творчестве Достоевского. В фондах музея свыше 2000 тысяч экспонатов. Документы и реликвии воссоздают годы ссылки писателя в Сибири (1849—1859 гг.) Периоду каторги в Омском остроге (1850—1854 гг.) посвящена экспозиция «Мёртвый дом», где представлены иллюстрации художницы А. Н. Корсаковой и З. А. Толкачёвой к произведениям Достоевского «Сибирские тетради» и «Записки из Мёртвого дома». В разделе, где собрано эпистолярное наследие писателя, центральное место занимает его переписка с Чоканом Валихановым.